# 盧森堡省
盧森堡省（法語：Luxembourg，法語發音：[lyksɑ̃buʁ] ⓘ，德語發音：[ˈlʊksəmbʊʁk] ⓘ，荷蘭語發音：[ˈlyksəmˌbʏrx] ⓘ），又称比属卢森堡（法語：Luxembourg belge），是比利时瓦隆大区南部省份，与卢森堡和法国接壤，首府阿爾隆，人口284638（2019年），面積4459km²，是比利时面积最大的省份及人口最少的省份。该省通行法语，是比利时法语社群的一部分。

## 地理
该省西北接那慕爾省，东北接列日省，东临卢森堡大公国，南至法国大東部大區默尔特-摩泽尔省、默兹省和阿登省。

## 行政
盧森堡省下分五个区：巴斯托涅区、阿爾隆區、馬爾什昂法梅訥區、讷沙托区和維爾通區，共辖有44个市镇。

## 名人
- 布永的戈弗雷 (Godefroid de Bouillon)